# Jiří Hronek (jazykovědec)
Jiří Hronek (20. března 1927 Veselí nad Lužnicí – 11. července 2013 Praha) byl český jazykovědec, bohemista a vysokoškolský pedagog zaměřený na oblast sociolingvistiky, lexikologie a češtiny.

## Životopis
Jiří Hronek se narodil 20. března 1927 ve Veselí nad Lužnicí. Studoval bohemistiku na pražské filozofické fakultě, kde jej vyučovali především Vladimír Skalička a Bohuslav Havránek.
Krátce působil na ministerstvu školství, ale v 60. letech 20. století nastoupil jako odborný asistent na katedru češtiny pro cizince. V srpnu roku 1961 odešel Miloš Sova do důchodu a on ji po něm převzal. Katedru vedl až do začátku normalizace.
Po sametové revoluci byl jmenován docentem a krátce poté odešel do důchodu. I nadále působil jako lektor pražské Letní školy slovanských studií.
Jiří Hronek zemřel 11. července 2013 v Praze ve věku 86 let.